# Itea amoena
Itea amoena là một loài thực vật có hoa trong họ Iteaceae. Loài này được Chun miêu tả khoa học đầu tiên năm 1934.